# Cementerio General de Santiago
El Cementerio General de Santiago, se ubica en la comuna de Recoleta. Cuenta con 86 hectáreas, donde se encuentran cerca de dos millones de personas sepultadas. Está ubicado en el polígono conformado por las calles México (norte), Av. Recoleta (oriente), La Unión (sur-oriente), Av. Profesor Zañartu (sur) y San José (occidente). El Cementerio General es administrado por la Municipalidad de Recoleta. En este cementerio yacen casi todos los que fueron y ejercieron como directores supremos y presidentes de la República de Chile , así como la mayoría de los personajes más relevantes de la historia de Chile.

## Historia
El cementerio fue inaugurado el 9 de diciembre de 1821 por Bernardo O’Higgins. La construcción del cementerio fue posible gracias a la cesión de los derechos de extracción de hielo para las heladerías. Originalmente no se podían enterrar a los protestantes, llamados entonces «disidentes», y recién en 1854 se creó el Patio de los Disidentes N.º 1. El decreto de cementerios de 1871 estableció la sepultura sin distinción de credo en un espacio debidamente separado para los disidentes y permitió la creación de cementerios laicos con fondos fiscales o municipales que debían ser administrados por el Estado o el municipio.
El 2 de agosto de 1883, se promulgó la ley de cementerios civiles (como parte de las leyes laicas) bajo la presidencia de Domingo Santa María González. Estableció la administración de los cementerios públicos por el Estado o municipio y fue retirada cualquier administración eclesiástica, la no discriminación en la sepultura de los difuntos y prohibió el entierro en los terrenos de las iglesias. La autoridad eclesiástica creó el Cementerio Católico de Santiago en 1883 y lo clausuró ese mismo año. Fue reabierto en 1890.

## Arquitectura y entorno

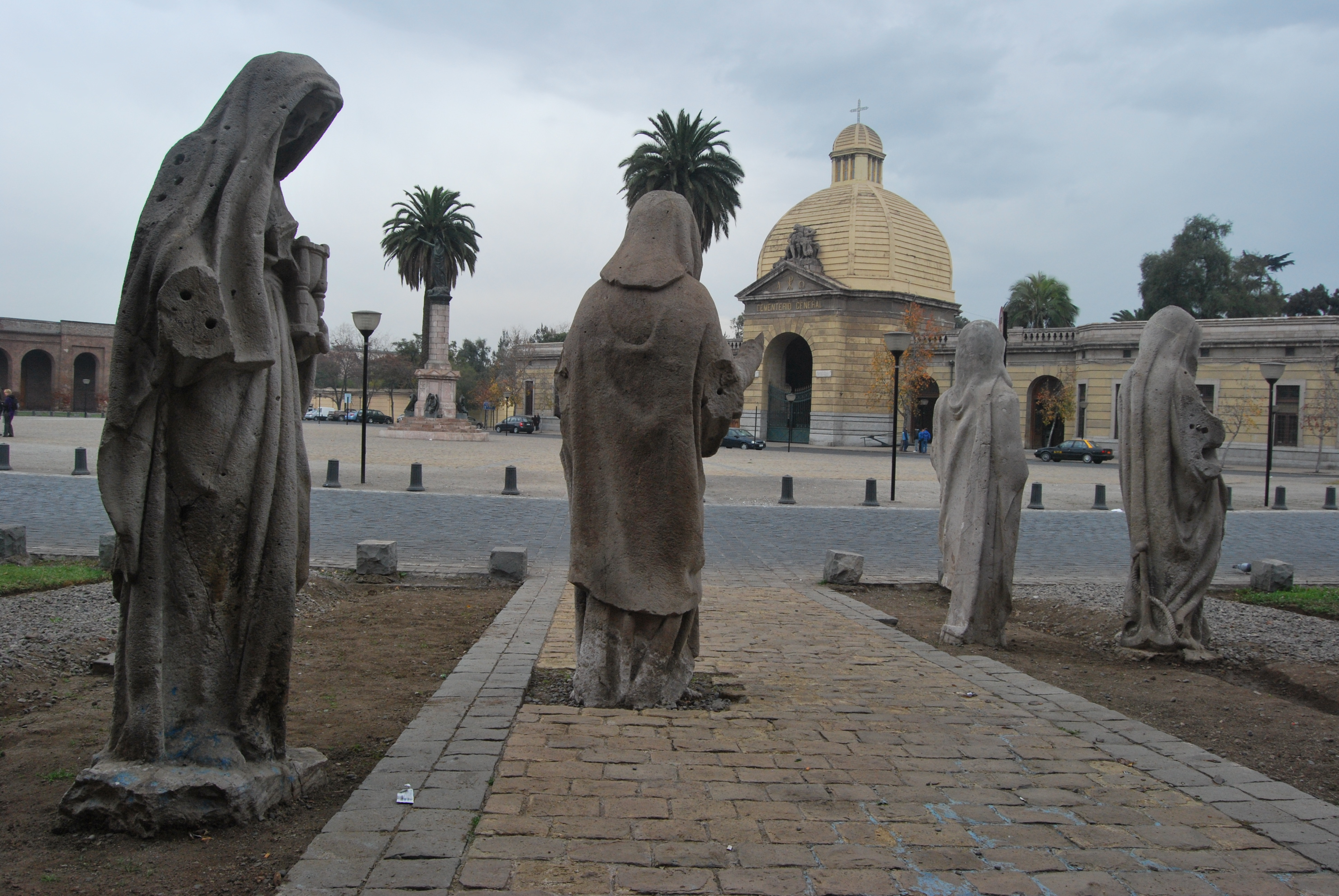
Esculturas de monjas en la entrada del Cementerio General de Santiago.

Se destaca de él su riqueza en arquitectura con mausoleos de estilo egipcio, griego, mesoamericano, gótico, morisco, etc. además de esculturas, vitrales y jardines que hacen del Cementerio un patrimonio cultural de gran valor.
Estructuras de importancia son el Mausoleo Histórico de Chile, el Memorial del Detenido Desaparecido y del Ejecutado Político y el Memorial por la Diversidad de Chile, inaugurados en 1994.
Al interior del Cementerio General se encuentran ubicados el Cementerio Parque Las Encinas, y en los alrededores, el Cementerio Católico y el Cementerio Israelita de Santiago. La estación de Metro Cementerios se encuentra ubicada frente a la entrada de Avenida Recoleta.
Cuenta con un mausoleo circense, único en el mundo, donde descansan los restos de artistas circenses chilenos desde 1942. Actualmente está diseñado bajo una gran carpa de circo luego de las remodelaciones de 2012.
Además cuenta con un Mausoleo Trans, único en Latinoamérica, iniciativa que surge por parte de Traves Chile en 2013 y se concreta en 2018, destinada a personas transgéneros.
En diciembre de 2021 se inauguró el Mausoleo Memorial Dignidad, destinado a resguardar los restos de 372 personas en situación de calle, sin acompañamiento familiar o sin protección institucional, al momento de su fallecimiento. La obra fue una iniciativa de Fundación Gente de la Calle y estuvo a cargo de los arquitectos Diego Grass, Thomas Batzenschlager y José Hassi.

## Hitos y personajes ilustres
En el cementerio se encuentran el Monumento de Bernardo O’Higgins y el monumento de los Detenidos Desaparecidos. Sus construcciones de variados estilos, esculturas, vitrales y amplias avenidas arboladas tienen un reconocido valor arquitectónico. 
Al recorrer el Cementerio se puede visitar las sepulturas de algunos expresidentes como José Santiago Portales, Manuel Bulnes, José Manuel Balmaceda, Pedro Montt, Eduardo Frei Montalva, Salvador Allende y Patricio Aylwin, como también a numerosos personajes chilenos relevantes de la política, las ciencias y las artes.

## Acusación de vandalizaciones
Entre los años 2021 y 2025 se han registrado y denunciado varias profanaciones de tumbas, saqueos de mausoleos y extracción de osamentas. Las denuncias han sido impulsadas principalmente por el arquitecto Tomás Domínguez Balmaceda, quien desde el año 2000 lidera el proyecto Ciudad de los Muertos, centrado en la investigación patrimonial del recinto.
Uno de los casos más significativos fue registrado en el mausoleo de Germán Echeverría, ubicado en el Patio 17 del Cementerio General, donde entre 2021 y 2022 se habría producido el ultraje de tres cadáveres, y el del mausoleo de la doctora Ernestina Pérez, vandalizado en mayo de 2025.

## Galería de fotos

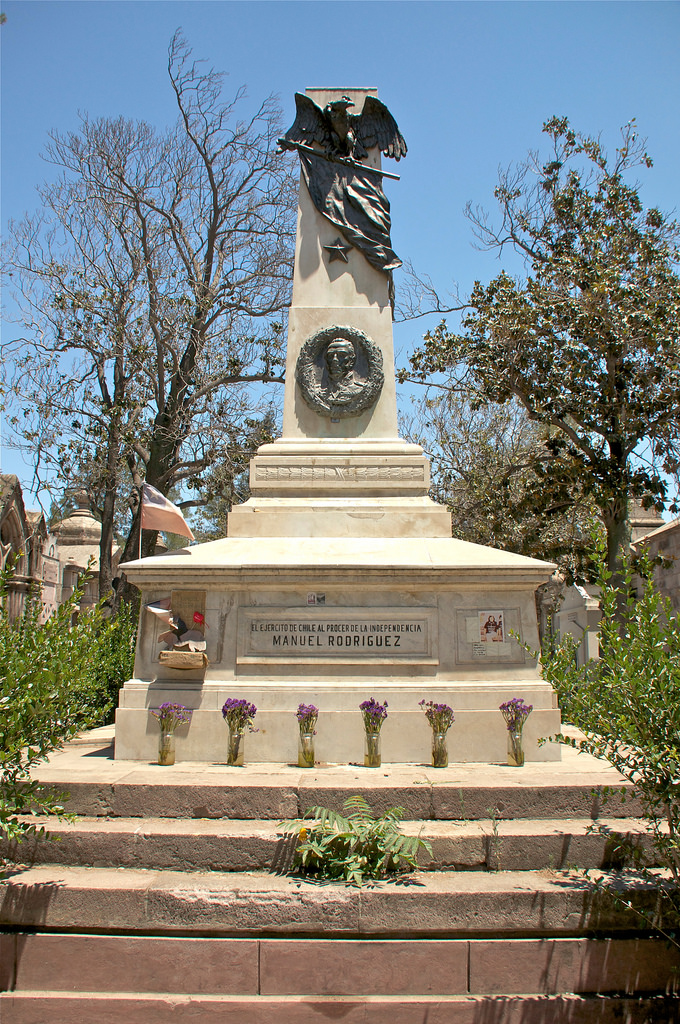
Tumba de Manuel Rodríguez.
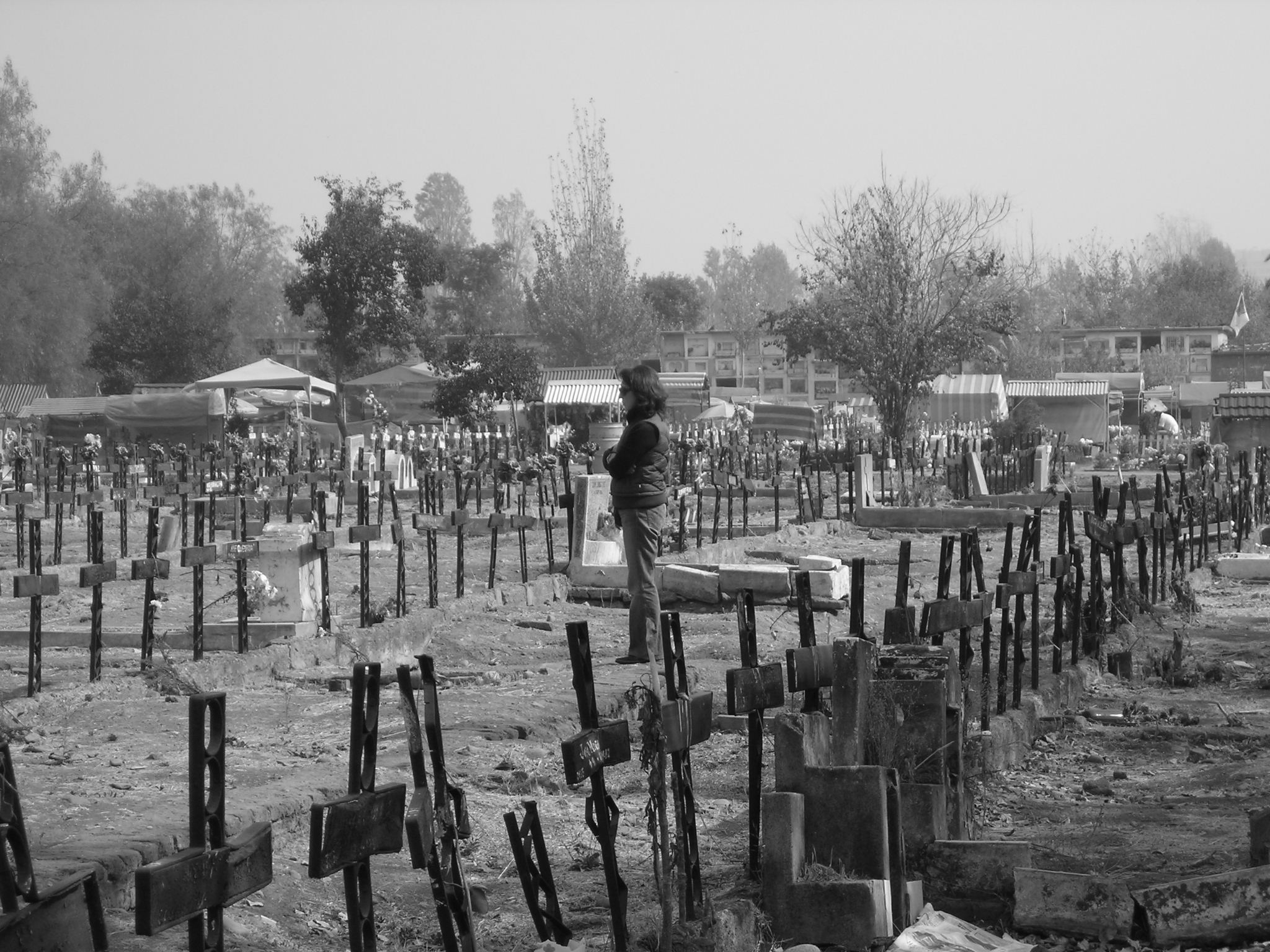
Patio 29.
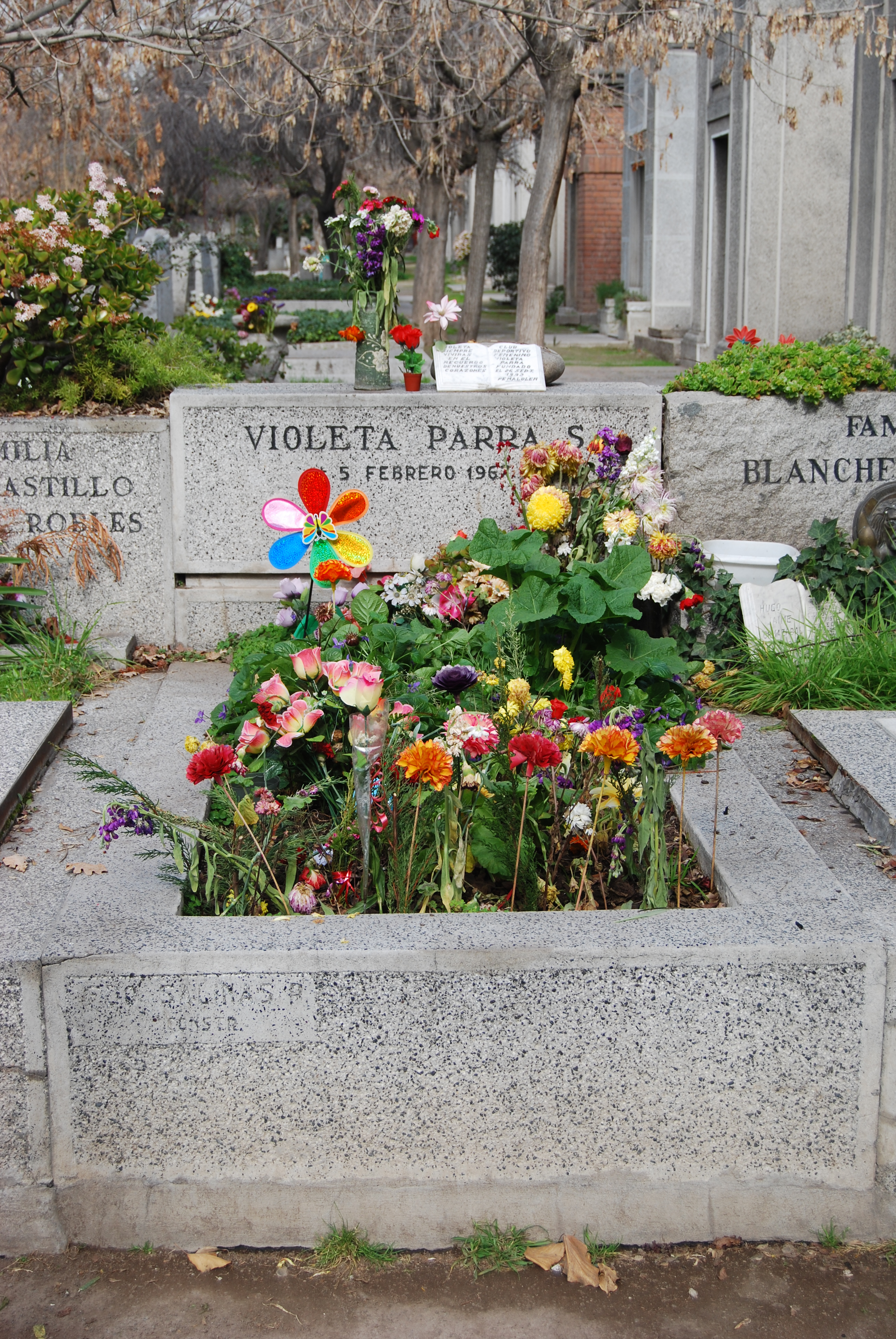
Tumba de Violeta Parra.
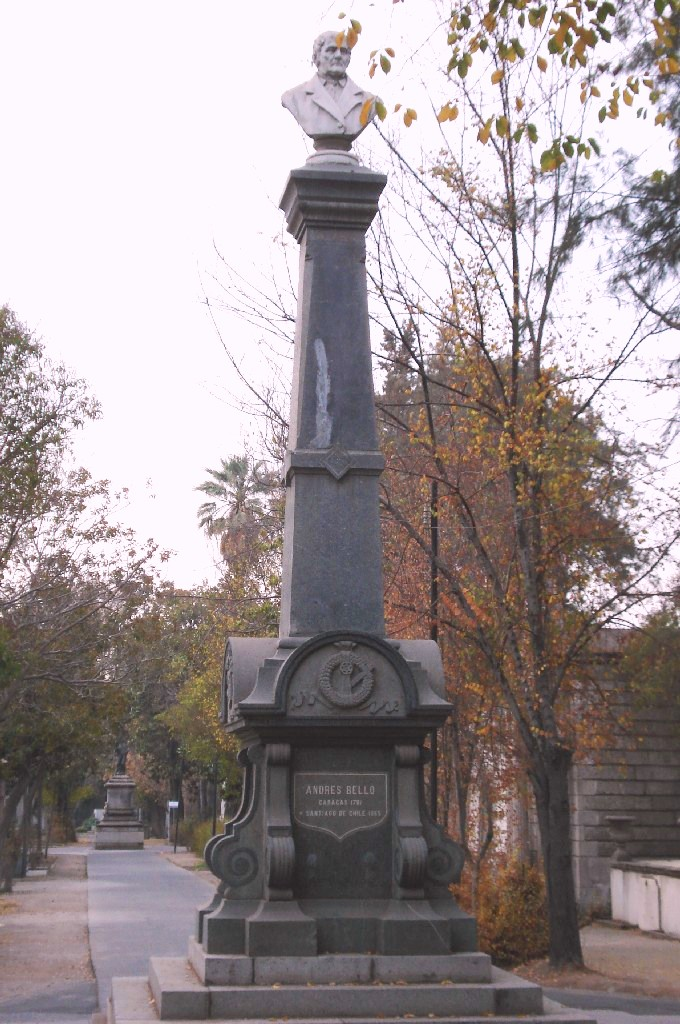
Tumba de Andrés Bello.
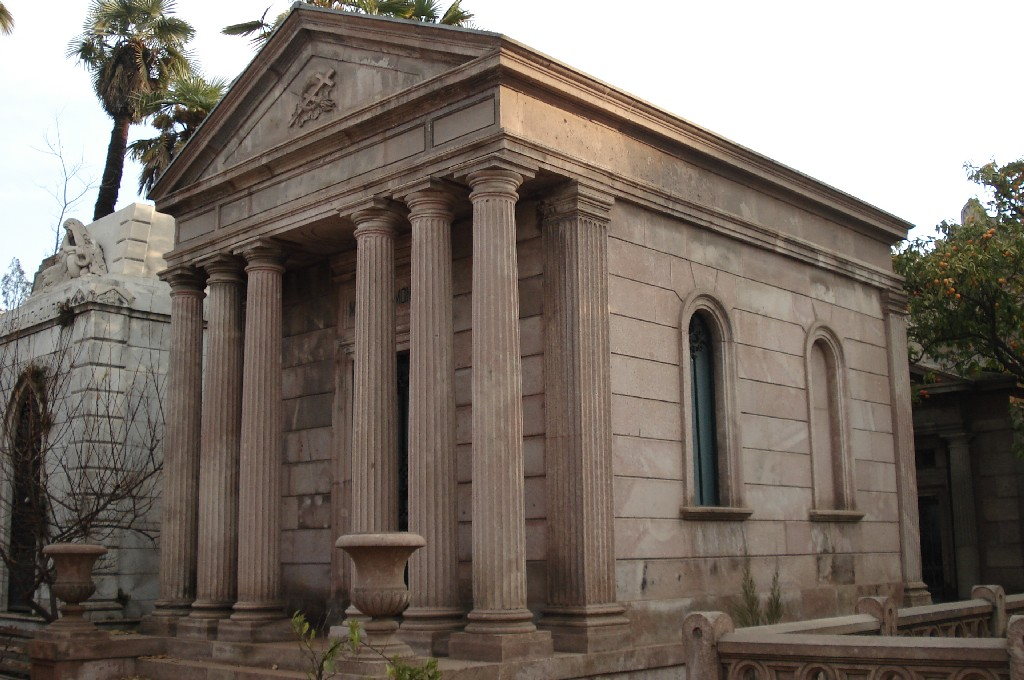
Mausoleo de Manuel Montt.
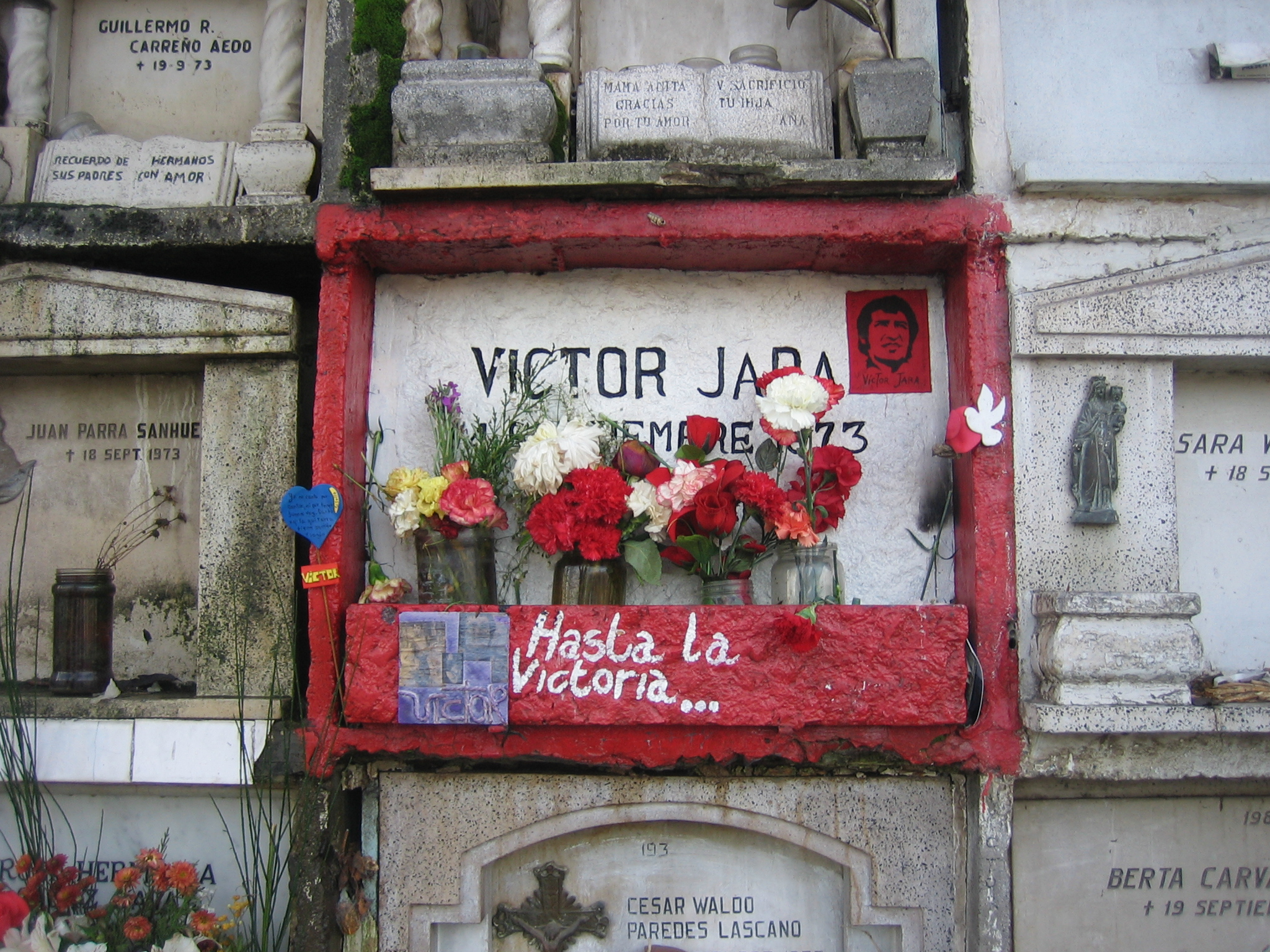
Nicho de Víctor Jara.
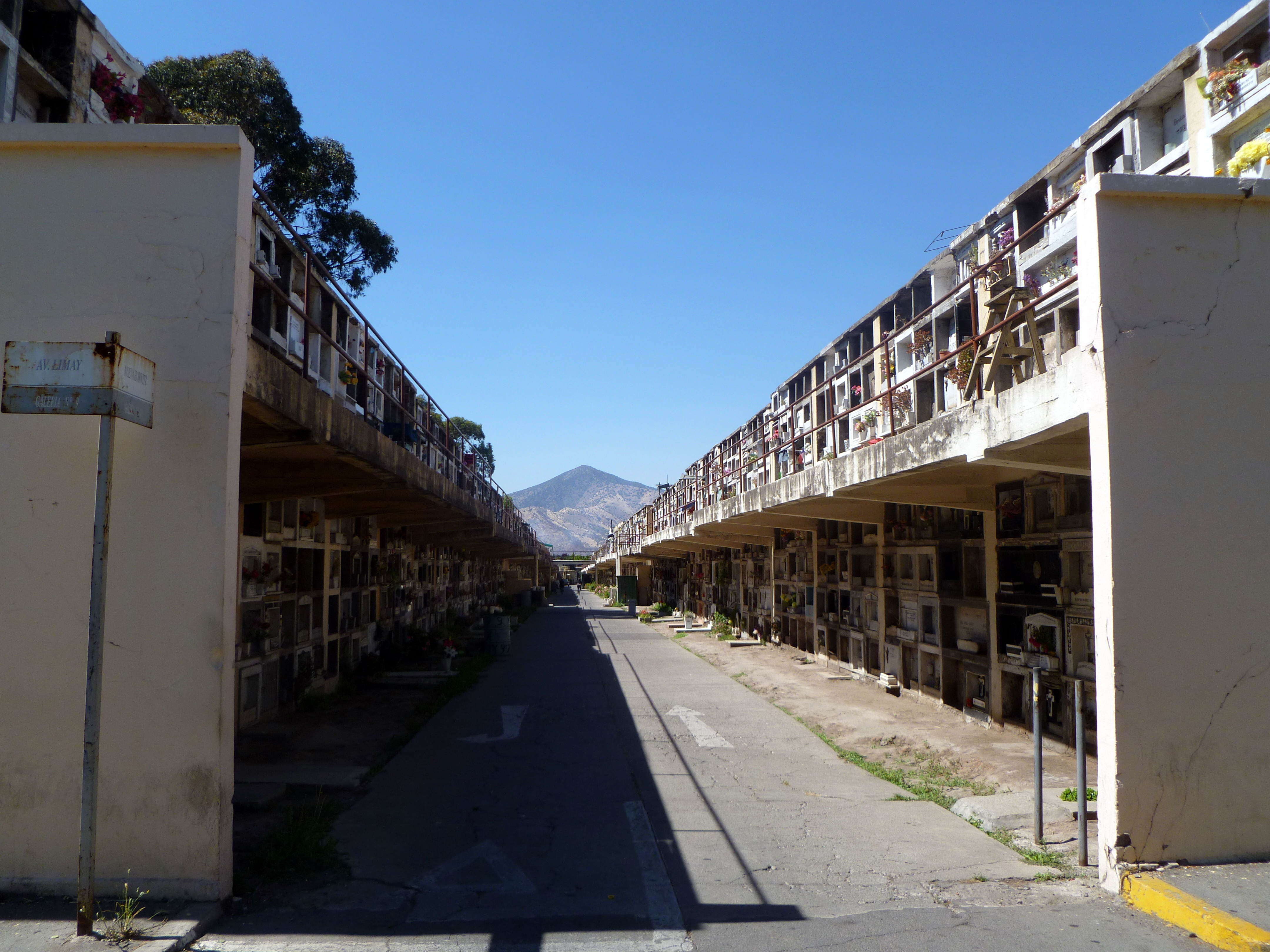
Sector de nichos.
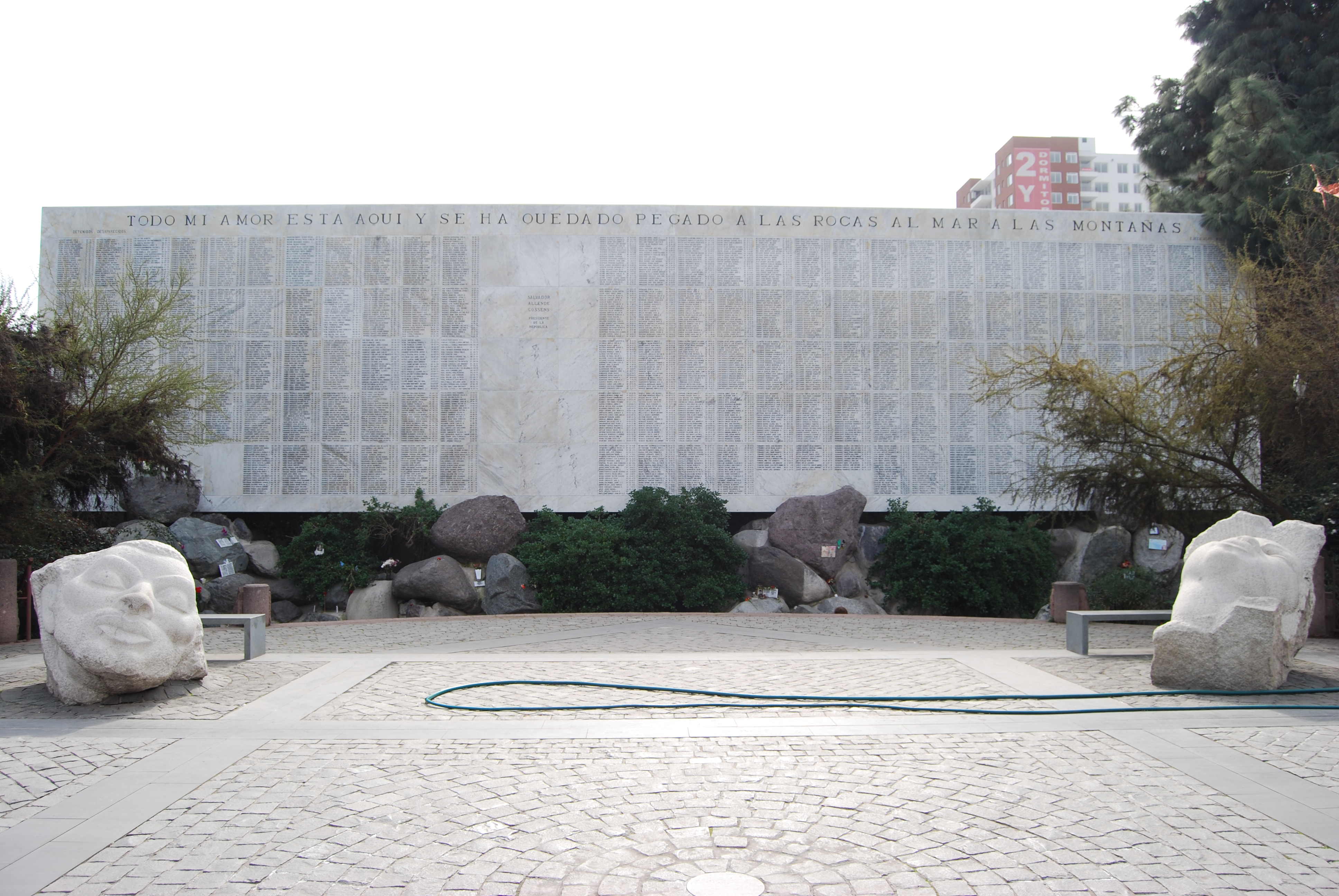
Memorial a los Detenidos Desaparecidos de la dictadura militar.
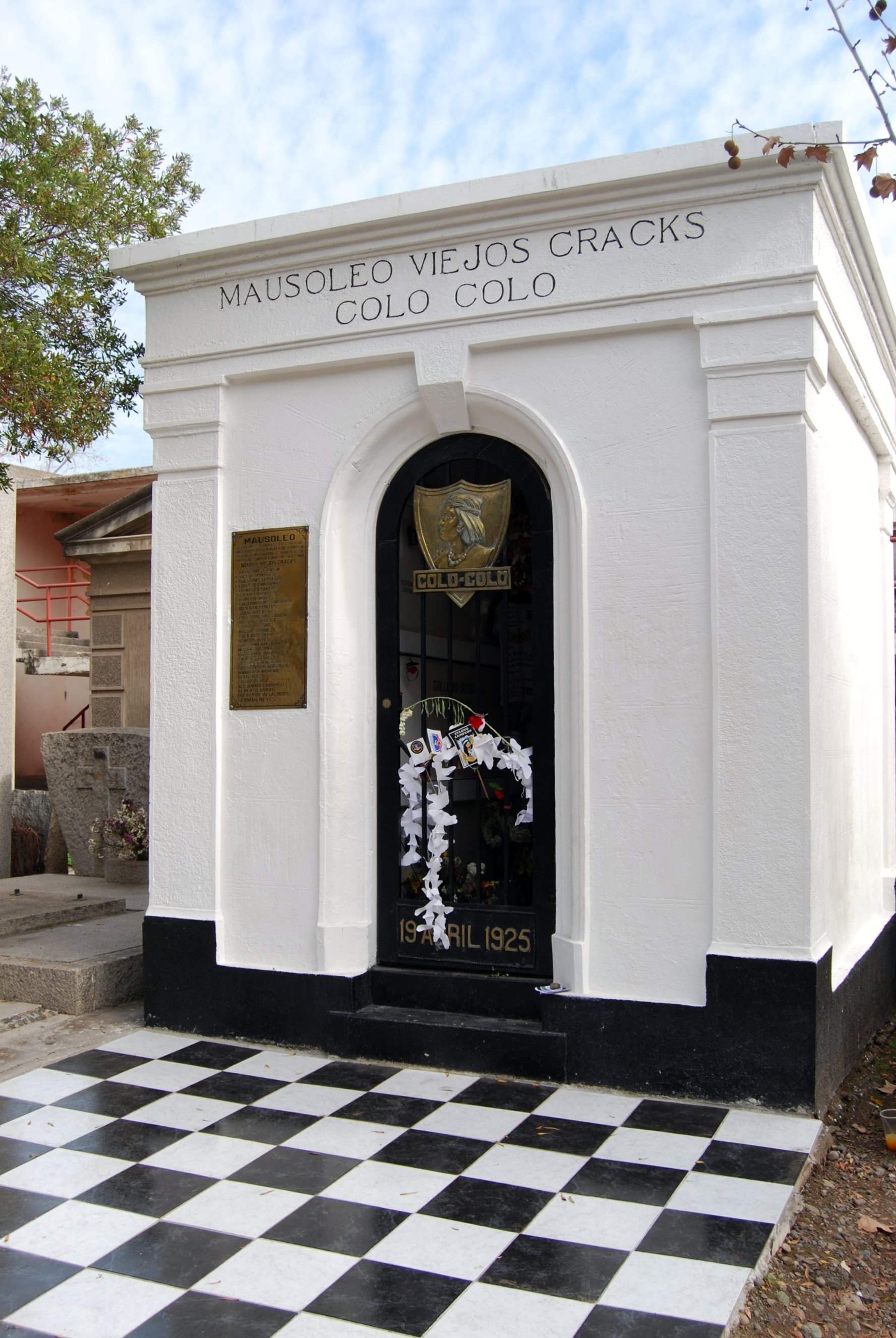
Mausoleo Viejos Cracks de Colo-Colo
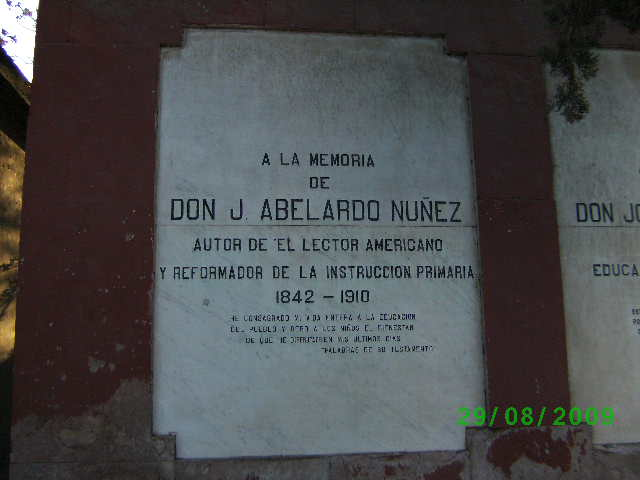
Placa al profesor José Abelardo Nuñez.
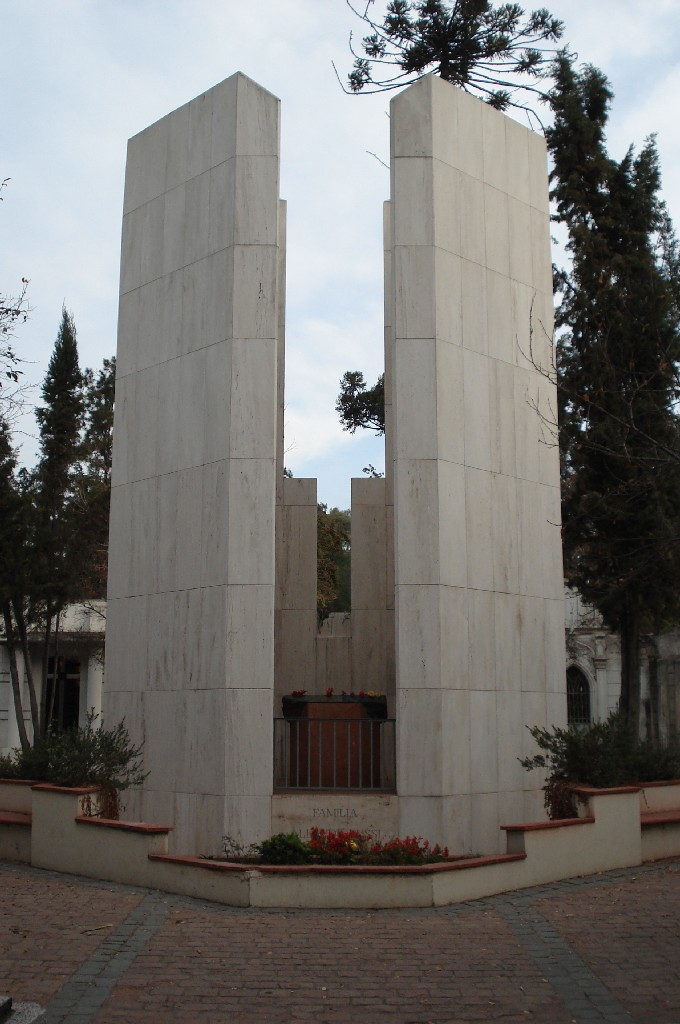
Tumba de Salvador Allende y de la familia Allende Bussi.
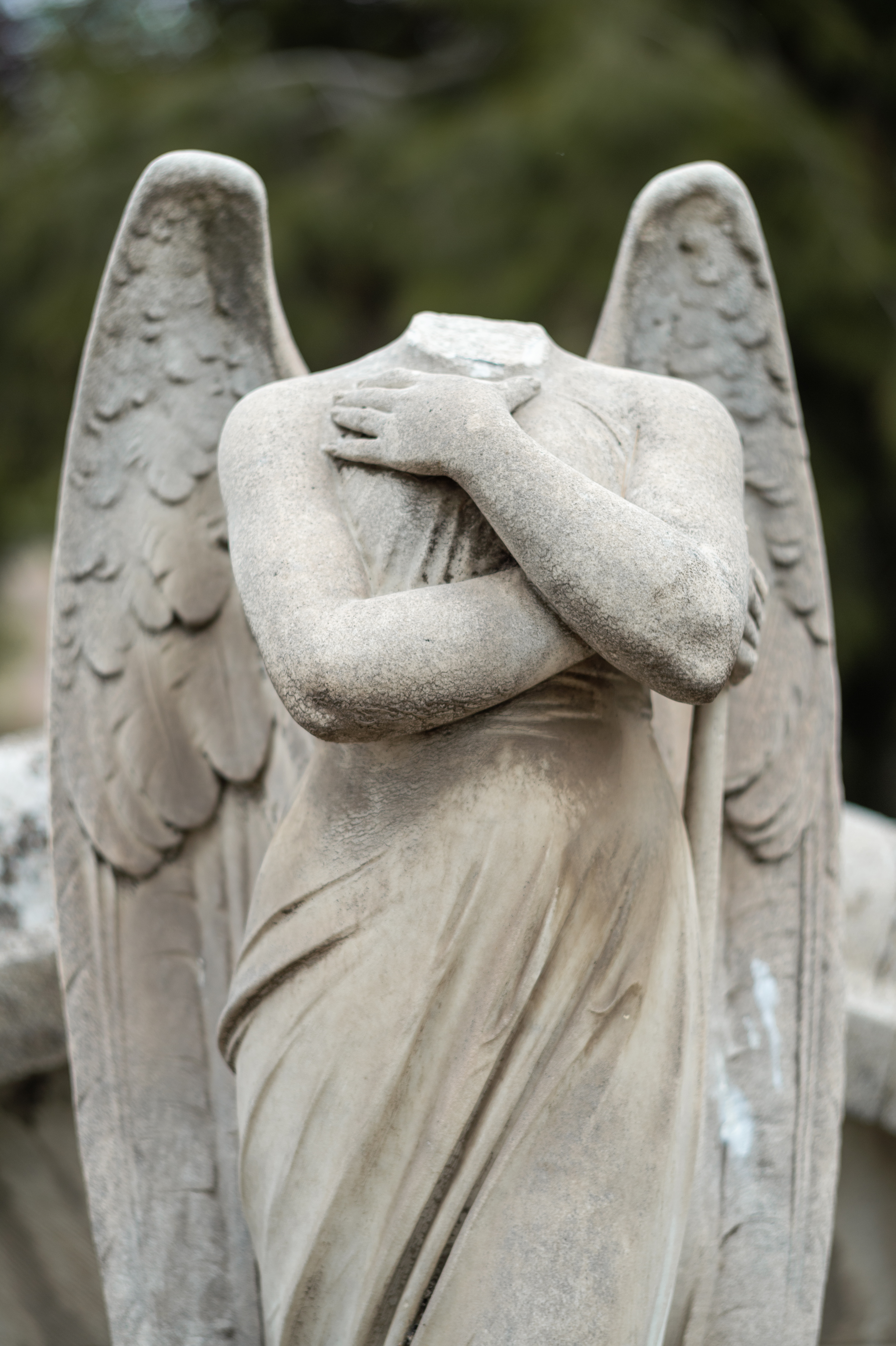
Escultura de un ángel que perdió su cabeza.